# Pré-Saint-Martin
 Pré-Saint-Martin  es una población y comuna francesa, en la región de  Centro, departamento de Eure y Loir, en el distrito de Châteaudun y cantón de Bonneval.

## Demografía
| 221 | 210 | 173 | 141 | 158 | 139 |
| Para los censos de 1962 a 1999 la población legal corresponde a la población sin duplicidades (Fuente: INSEE [Consultar]) |     |     |     |     |     |